# Raphionacme longituba
Raphionacme longituba är en oleanderväxtart som beskrevs av Eileen Adelaide Bruce. Raphionacme longituba ingår i släktet Raphionacme och familjen oleanderväxter. Inga underarter finns listade i Catalogue of Life.